# Funa benkei

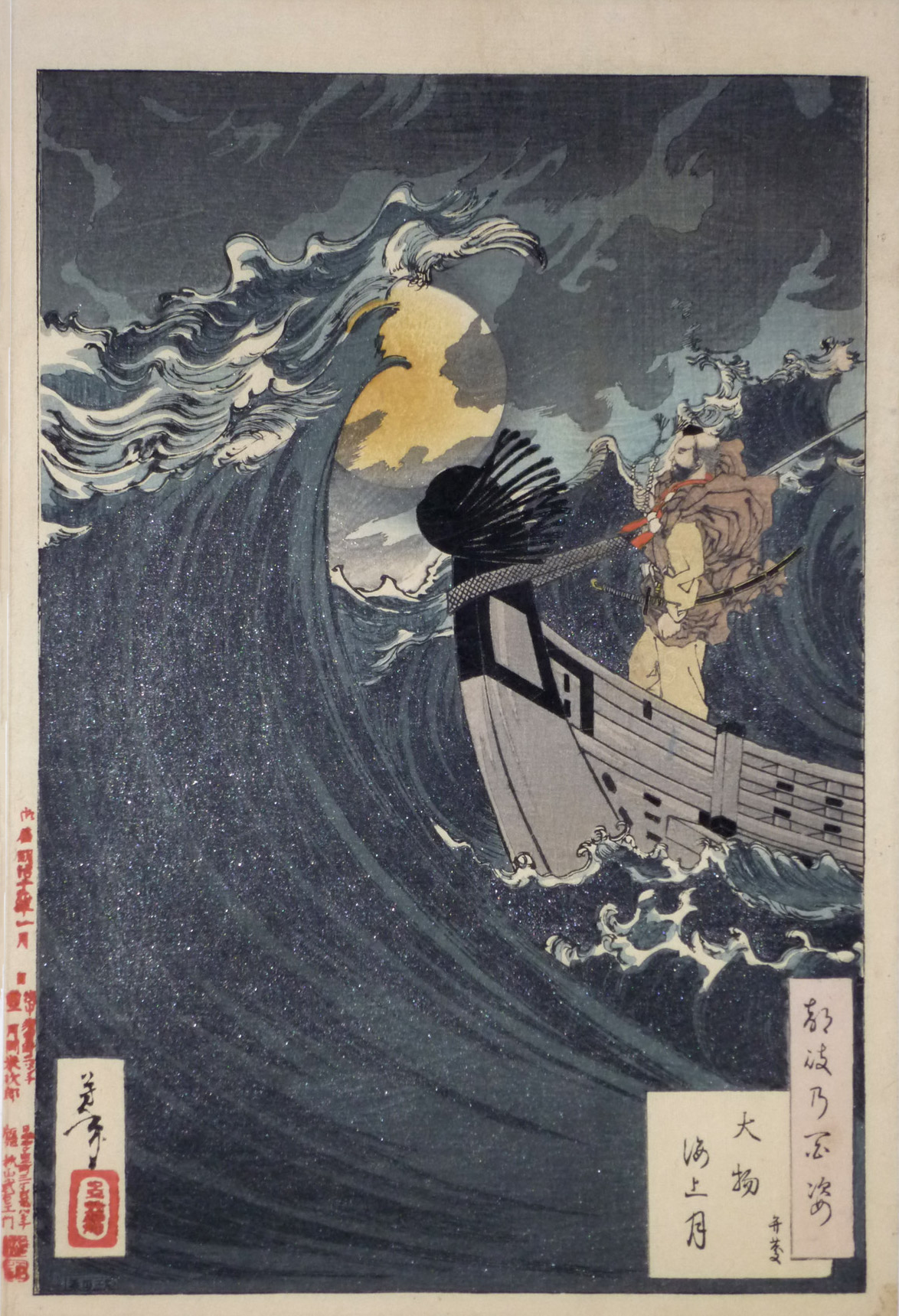
Lune au-dessus de la mer dans la baie de Daimotsu (Daimotsu kaijo no tsuki)

Funa Benkei est une pièce japonaise du théâtre nô écrite par Kanze Kojiro Nobumitsu, puis adaptée au théâtre kabuki par Kawatake Mokuami en 1885. Elle est montée pour la première fois en novembre de cette année avec Ichikawa Danjūrō IX en vedette.

## Histoire
L'action de la pièce se déroule au Japon au XIIe siècle. Minamoto no Yoritomo, qui considère son frère Minamoto no Yoshitsune comme un pouvoir rival, l'exclut de la famille royale malgré son attitude loyale au combat. Yoshitsune décide de s'enfuir et de retrouver son obligé, le célèbre moine-soldat Benkei, au port de Ômo-no-Ura. Alors qu'il séjourne dans un hôtel au cours de son voyage, son amie Shizuka danse pour lui, mais sa coiffe tombe pendant la danse. C'est un mauvais présage et elle retourne à Kyoto.
Le lendemain, Yoshitsune continue son chemin et monte avec Benkei à bord d'un bateau où ils restent bloqués par une terrible tempête. Ils sont alors attaqués par des fantômes de la mer, dont Taira no Tomomori. Ils combattent les esprits, mais en vain. Benkei se rend enfin compte que la seule façon de vaincre un esprit vengeur est la prière, et la tempête se dissipe.

## Source de la traduction
- (en) Cet article est partiellement ou en totalité issu de l’article de Wikipédia en anglais intitulé « Funa benkei » (voir la liste des auteurs).